# چارلی وایت (اسکیت‌باز نمایشی)
چارلی وایت (انگلیسی: Charlie White؛ زادهٔ ۲۴ اکتبر ۱۹۸۷) اسکیت‌باز نمایشی و رقصنده روی یخ اهل ایالات متحده آمریکا است.
از افتخارات وی می‌توان به کسب مدال طلا در بازی‌های المپیک زمستانی ۲۰۱۴ اشاره کرد.